# Alberto Gilardino
Alberto Gilardino (Biella, Provincia de Biella, Italia, 5 de julio de 1982) es un exfutbolista y entrenador italiano. Jugaba de delantero y fue profesional entre los años 2000 y 2018. Actualmente dirige al Pisa de la Serie A.

## Trayectoria

### Como jugador
Debutó profesionalmente con el Piacenza Calcio en el año 2000, aunque no dispuso de muchos minutos y sólo jugó allí una temporada. Después de dos temporadas sin demasiado éxito en el Hellas Verona fichó por el Parma F. C. en 2002. Sus buenos resultados individuales en el Parma le ayudaron a hacerse un puesto fijo en las categorías inferiores de la selección italiana. Con el equipo sub-21 italiano se proclamó campeón de la Eurocopa Sub-21 de 2004, y también consiguió una medalla de bronce en los Juegos Olímpicos de Atenas 2004.
Su mejor temporada en la Serie A fue la 2004-05, en la que fue nombrado mejor jugador italiano del campeonato por la Asociación Italiana de Fútbol. Sus buenos resultados le llevaron a fichar por el A. C. Milan en el verano de 2005, en el que dispuso de bastantes minutos formando pareja en la delantera con Andriy Shevchenko, a consecuencia de una larga lesión de Filippo Inzaghi. El 28 de mayo de 2008 fichó por la Fiorentina firmando un contrato por cinco temporadas a cambio de 1,65 millones de euros anuales, más premios, en un traspaso cifrado en 14 millones de euros. 
En enero de 2012 fue transferido al Genoa C. F. C. Tras permanecer durante una temporada en el club genovés fue cedido en préstamo al Bologna.Después de la temporada en Bolonia, donde llevó a su equipo a una pronta salvación gracias a sus 13 goles, regresó al Genoa, declarado intransferible por el presidente Enrico Preziosi, a petición del ex centrocampista Fabio Liverani, recientemente convertido en el nuevo entrenador del equipo.
El 5 de julio de 2014, se anunció que el Genoa había aceptado una oferta de 5 millones de euros del equipo chino Guangzhou Evergrande.El 25 de enero de 2015, Fiorentina anunció oficialmente que el club había llegado a un acuerdo con el equipo chino por el que Gilardino sería transferido a Fiorentina en préstamo hasta el final de la temporada 2014-15.
El 27 de agosto de 2015, Gilardino firmó con el Palermo.El 15 de mayo de 2016, marcó en una victoria en casa por 3-2 sobre Hellas Verona para ayudar a salvar al equipo del descenso al final de la temporada 2015-16.El gol también le permitió igualar a Giuseppe Signori y Alessandro Del Piero como el noveno máximo goleador en la historia de la Serie A, con 188 goles.
El 7 de julio de 2016, Gilardino firmó con Empoli con un contrato de dos años.No obstante, el 9 de enero de 2017, se incorporó al Pescara.El 3 de octubre de 2017, fichó por el Spezia de la Serie B. En total marcó 6 goles en 16 partidos, contribuyendo a la salvación del equipo en la 10ª plaza, después de haber luchado durante mucho tiempo por la clasificación para el play-off de ascenso. Al final de la temporada rescindió su contrato con el club de Liguria y el 20 de septiembre de 2018 anunció su retirada del fútbol.

### Como entrenador

#### Rezzato
En septiembre de 2018, Gilardino recibió sus licencias de entrenador UEFA A y UEFA B. El 7 de octubre de 2018, fue nombrado asistente técnico y director deportivo del Rezzato de la Serie D junto con el entrenador principal Luca Prina.El 28 de febrero de 2019, fue ascendido a entrenador del club mientras que Prina fue degradado al rol de supervisor.

#### Pro Vercelli y Siena
El 11 de julio de 2019, fue anunciado como entrenador del Pro Vercelli de la Serie C.Durante su única temporada al mando, el equipo quedó en el puesto N°14 del grupo A y abandonó el club piamontés el 21 de julio de 2020.
El 8 de septiembre de 2021, se oficializó su arribo como técnico del Siena, que disputaba la Serie D.Dejó su trabajo de común acuerdo el 12 de enero de 2021, cuando el club ocupaba el segundo lugar en la clasificación.Exactamente un mes después volvió al banquillo del club toscano, tras la mala racha del letón Marian Pahars.Luego de subir a la Serie C, fue despedido de su cargo el 24 de octubre después de un mal comienzo en la temporada.

#### Genoa
El 1 de julio de 2022, Gilardino fue presentado como entrenador del Genoa Primavera.El 6 de diciembre de 2022, asumió interinamente al frente del primer equipo tras la destitución de Alexander Blessin. Tras una serie de resultados positivos y una mejora en el rendimiento, fue ratificado en su cargo hasta el final de la temporada.Después obtener el ascenso directo a la Serie A, firmó un contrato hasta el 30 de junio de 2025, con opción a extenderlo por un año más.El 19 de noviembre de 2024, fue despedido de su cargo después de una serie de malos resultados.

#### Pisa
El 26 de junio de 2025, fue anunciado como entrenador del Pisa.

## Selección nacional
Ha sido internacional con la selección de fútbol de Italia en 57 ocasiones y ha marcado 19 goles. Debutó el 4 de septiembre de 2004, en un encuentro válido por las eliminatorias para la Copa Mundial de Fútbol de 2006 ante la selección de Noruega que finalizó con marcador de 2-1 a favor de los italianos.
Hizo la asistencia de gol a Alessandro del Piero en la semifinal contra Alemania en el Mundial del 2006 (2 goles a cero a favor de los italianos), el tanto significaba la sentencia del encuentro y el pase de Italia a la final de Berlín, donde se coronó campeón del mundo frente Francia.

### Participaciones en Copas del Mundo
| Copa              | Sede      | Resultado    | Partidos | Goles |
| ----------------- | --------- | ------------ | -------- | ----- |
| Copa Mundial 2006 | Alemania  | Campeón      | 5        | 1     |
| Copa Mundial 2010 | Sudáfrica | Primera fase | 2        | 0     |

### Participaciones en Eurocopas
| Copa                 | Sede     | Resultado | Partidos | Goles |
| -------------------- | -------- | --------- | -------- | ----- |
| Eurocopa Sub-21 2004 | Alemania | Campeón   | 4        | 4     |

### Participaciones en Copas Confederaciones
| Copa                       | Sede      | Resultado    | Partidos | Goles |
| -------------------------- | --------- | ------------ | -------- | ----- |
| Copas Confederaciones 2009 | Sudáfrica | Primera fase | 2        | 0     |
| Copas Confederaciones 2013 | Brasil    | Tercer lugar | 3        | 0     |

## Estadísticas

### Clubes

#### Como jugador
| Club | Div.          | Temporada     | Liga  | Liga  | Copas nacionales(1) | Copas nacionales(1) | Torneos internacionales(2) | Torneos internacionales(2) | Otros(3) | Otros(3) | Total | Total |
| Club | Div.          | Temporada     | Part. | Goles | Part.               | Goles               | Part.                      | Goles                      | Part.    | Goles    | Part. | Goles |
| --- | ------------- | ------------- | ----- | ----- | ------------------- | ------------------- | -------------------------- | -------------------------- | -------- | -------- | ----- | ----- |
| Piacenza Calcio · Italia | 1.ª           | 1999-00       | 17    | 3     | 0                   | 0                   | —                          | —                          | —        | —        | 17    | 3     |
| Piacenza Calcio · Italia | 1.ª           | 2000-01       | 0     | 0     | 3                   | 2                   | —                          | —                          | —        | —        | 3     | 2     |
| Piacenza Calcio · Italia | Total club    | Total club    | 17    | 3     | 3                   | 2                   | —                          | —                          | —        | —        | 20    | 5     |
| Hellas Verona F. C. · Italia | 1.ª           | 2000-01       | 22    | 3     | —                   | —                   | —                          | —                          | 2        | 0        | 24    | 3     |
| Hellas Verona F. C. · Italia | 1.ª           | 2001-02       | 17    | 2     | 2                   | 1                   | —                          | —                          | —        | —        | 19    | 3     |
| Hellas Verona F. C. · Italia | Total club    | Total club    | 39    | 5     | 2                   | 1                   | —                          | —                          | 2        | 0        | 43    | 6     |
| Parma F. C. · Italia | 1.ª           | 2002-03       | 24    | 4     | 2                   | 1                   | 2                          | 0                          | —        | —        | 28    | 5     |
| Parma F. C. · Italia | 1.ª           | 2003-04       | 34    | 23    | 2                   | 0                   | 4                          | 3                          | —        | —        | 40    | 26    |
| Parma F. C. · Italia | 1.ª           | 2004-05       | 38    | 23    | 1                   | 0                   | 8                          | 1                          | 1        | 1        | 48    | 25    |
| Parma F. C. · Italia | Total club    | Total club    | 96    | 50    | 5                   | 1                   | 14                         | 4                          | 1        | 1        | 116   | 56    |
| A. C. Milan · Italia | 1.ª           | 2005-06       | 34    | 17    | 3                   | 2                   | 10                         | 0                          | —        | —        | 47    | 19    |
| A. C. Milan · Italia | 1.ª           | 2006-07       | 30    | 12    | 4                   | 2                   | 11                         | 2                          | —        | —        | 45    | 16    |
| A. C. Milan · Italia | 1.ª           | 2007-08       | 30    | 7     | 1                   | 0                   | 7                          | 2                          | 2        | 0        | 40    | 9     |
| A. C. Milan · Italia | Total club    | Total club    | 94    | 36    | 8                   | 4                   | 28                         | 4                          | 2        | 0        | 132   | 44    |
| A. C. F. Fiorentina · Italia | 1.ª           | 2008-09       | 35    | 19    | 1                   | 0                   | 10                         | 6                          | —        | —        | 46    | 25    |
| A. C. F. Fiorentina · Italia | 1.ª           | 2009-10       | 36    | 15    | 3                   | 0                   | 9                          | 4                          | —        | —        | 48    | 19    |
| A. C. F. Fiorentina · Italia | 1.ª           | 2010-11       | 35    | 12    | 1                   | 0                   | —                          | —                          | —        | —        | 36    | 12    |
| A. C. F. Fiorentina · Italia | 1.ª           | 2011-12       | 12    | 2     | 1                   | 1                   | —                          | —                          | —        | —        | 13    | 3     |
| A. C. F. Fiorentina · Italia | 1.ª           | 2014-15       | 14    | 4     | 0                   | 0                   | 0                          | 0                          | —        | —        | 14    | 4     |
| A. C. F. Fiorentina · Italia | Total club    | Total club    | 132   | 52    | 6                   | 1                   | 19                         | 10                         | —        | —        | 157   | 63    |
| Genoa C. F. C. · Italia | 1.ª           | 2011-12       | 14    | 4     | —                   | —                   | —                          | —                          | —        | —        | 14    | 4     |
| Genoa C. F. C. · Italia | 1.ª           | 2012-13       | 0     | 0     | 1                   | 1                   | —                          | —                          | —        | —        | 1     | 1     |
| Genoa C. F. C. · Italia | 1.ª           | 2013-14       | 36    | 15    | 1                   | 1                   | —                          | —                          | —        | —        | 37    | 16    |
| Genoa C. F. C. · Italia | Total club    | Total club    | 50    | 19    | 2                   | 2                   | —                          | —                          | —        | —        | 52    | 21    |
| Bologna F. C. · Italia | 1.ª           | 2012-13       | 36    | 13    | 1                   | 0                   | —                          | —                          | —        | —        | 37    | 13    |
| Guangzhou Evergrande China | 1.ª           | 2014          | 14    | 5     | 1                   | 1                   | 2                          | 0                          | —        | —        | 17    | 6     |
| U. S. Palermo · Italia | 1.ª           | 2015-16       | 33    | 10    | 1                   | 1                   | —                          | —                          | —        | —        | 34    | 11    |
| Empoli F. C. · Italia | 1.ª           | 2016-17       | 14    | 0     | 2                   | 1                   | —                          | —                          | —        | —        | 16    | 1     |
| Delfino Pescara · Italia | 1.ª           | 2016-17       | 3     | 0     | —                   | —                   | —                          | —                          | —        | —        | 3     | 0     |
| Spezia Calcio · Italia | 2.ª           | 2017-18       | 16    | 6     | 0                   | 0                   | —                          | —                          | —        | —        | 16    | 6     |
| Total carrera | Total carrera | Total carrera | 544   | 199   | 31                  | 14                  | 63                         | 18                         | 5        | 1        | 643   | 232   |
| (1) Incluye datos de la Copa Italia y Copa de China. (2) Incluye datos de la Liga de Campeones, Copa de la UEFA y Liga de Campeones de la AFC. (3) Incluye datos de la Supercopa de Europa y Copa Mundial de Clubes. |               |               |       |       |                     |                     |                            |                            |          |          |       |       |

#### Como entrenador
| Club                  | Div.                | Temporada           | Liga  | Liga | Liga | Liga | Liga |       | Copa | Copa | Copa | Copa  |   | Internacional | Internacional | Internacional | Internacional | Internacional |   | Otros | Otros | Otros | Otros |    | Totales     | Totales | Totales | Totales | Totales | Totales | Totales | Totales |
| Club                  | Div.                | Temporada           | Part. | G    | E    | P    | Pos. | Part. | G    | E    | P    | Part. | G | E             | P             | Pos.          | Part.         | G             | E | P     | Part. | G     | E     | P  | Rendimiento | GF      | GC      | Dif.    |         |         |         |         |
| --------------------- | ------------------- | ------------------- | ----- | ---- | ---- | ---- | ---- | ----- | ---- | ---- | ---- | ----- | - | ------------- | ------------- | ------------- | ------------- | ------------- | - | ----- | ----- | ----- | ----- | -- | ----------- | ------- | ------- | ------- | ------- | ------- | ------- | ------- |
| Rezzato · Italia      | 4.ª                 | 2018-19             | 9     | 6    | 0    | 3    | 4.º  | -     | -    | -    | -    | -     | - | -             | -             | -             | 1             | 0             | 0 | 1     | 10    | 6     | 0     | 4  | 60%         | 19      | 14      | +5      |         |         |         |         |
| Rezzato · Italia      | Total               | Total               | 9     | 6    | 0    | 3    | -    | -     | -    | -    | -    | -     | - | -             | -             | -             | 1             | 0             | 0 | 1     | 10    | 6     | 0     | 4  | 60%         | 19      | 14      | +5      |         |         |         |         |
| Pro Vercelli · Italia | 3.ª                 | 2019-20             | 26    | 7    | 10   | 9    | 14.º | 4     | 2    | 0    | 2    | -     | - | -             | -             | -             | -             | -             | - | -     | 30    | 9     | 10    | 11 | 41.11%      | 31      | 35      | -4      |         |         |         |         |
| Pro Vercelli · Italia | Total               | Total               | 26    | 7    | 10   | 9    | -    | 4     | 2    | 0    | 2    | -     | - | -             | -             | -             | -             | -             | - | -     | 30    | 9     | 10    | 11 | 41.11%      | 31      | 35      | -4      |         |         |         |         |
| Siena · Italia        | 4.ª                 | 2020-21             | 27    | 14   | 6    | 7    | 5.º  | -     | -    | -    | -    | -     | - | -             | -             | -             | 1             | 0             | 0 | 1     | 28    | 14    | 6     | 8  | 57.14%      | 44      | 33      | +11     |         |         |         |         |
| Siena · Italia        | 3.ª                 | 2021-22             | 11    | 4    | 5    | 2    | Inc. | 2     | 0    | 1    | 1    | -     | - | -             | -             | -             | -             | -             | - | -     | 13    | 4     | 6     | 3  | 46.15%      | 13      | 8       | +5      |         |         |         |         |
| Siena · Italia        | Total               | Total               | 38    | 18   | 11   | 9    | -    | 2     | 0    | 1    | 1    | -     | - | -             | -             | -             | 1             | 0             | 0 | 1     | 41    | 18    | 12    | 11 | 53.66%      | 57      | 41      | +16     |         |         |         |         |
| Genoa · Italia        | 2.ª                 | 2022-23             | 23    | 15   | 6    | 2    | 2.º  | 1     | 0    | 0    | 1    | -     | - | -             | -             | -             | -             | -             | - | -     | 24    | 15    | 6     | 3  | 70.83%      | 37      | 16      | +21     |         |         |         |         |
| Genoa · Italia        | 1.ª                 | 2023-24             | 38    | 12   | 13   | 13   | 11.º | 3     | 2    | 0    | 1    | -     | - | -             | -             | -             | -             | -             | - | -     | 41    | 14    | 13    | 14 | 44.72%      | 51      | 50      | +1      |         |         |         |         |
| Genoa · Italia        | 1.ª                 | 2024-25             | 12    | 2    | 4    | 6    | Inc. | 2     | 1    | 1    | 0    | -     | - | -             | -             | -             | -             | -             | - | -     | 14    | 3     | 5     | 6  | 33.33%      | 11      | 23      | -12     |         |         |         |         |
| Genoa · Italia        | Total               | Total               | 72    | 29   | 23   | 20   | -    | 7     | 3    | 1    | 3    | -     | - | -             | -             | -             | -             | -             | - | -     | 79    | 32    | 24    | 23 | 50.64%      | 99      | 89      | +10     |         |         |         |         |
| Pisa · Italia         | 1.ª                 | 2025-26             | 0     | 0    | 0    | 0    | -    | 1     | 0    | 1    | 0    | -     | - | -             | -             | -             | -             | -             | - | -     | 1     | 0     | 1     | 0  | 33.33%      | 0       | 0       | +0      |         |         |         |         |
| Pisa · Italia         | Total               | Total               | 0     | 0    | 0    | 0    | -    | 1     | 0    | 1    | 0    | -     | - | -             | -             | -             | -             | -             | - | -     | 1     | 0     | 1     | 0  | 33.33%      | 0       | 0       | +0      |         |         |         |         |
| Total en su carrera   | Total en su carrera | Total en su carrera | 145   | 60   | 44   | 41   | -    | 14    | 5    | 3    | 6    | -     | - | -             | -             | -             | 2             | 0             | 0 | 2     | 161   | 65    | 47    | 49 | 50.1%       | 206     | 179     | +27     |         |         |         |         |
| 1. 2.                 |                     |                     |       |      |      |      |      |       |      |      |      |       |   |               |               |               |               |               |   |       |       |       |       |    |             |         |         |         |         |         |         |         |

##### Resumen por competiciones
| Competición         | Partidos | Ganados | Empatados | Perdidos | %      | Resultado        |
| ------------------- | -------- | ------- | --------- | -------- | ------ | ---------------- |
| Serie D             | 38       | 20      | 6         | 12       | 57.89% | 4.º lugar        |
| Serie C             | 37       | 11      | 15        | 11       | 43.24% | 14.º lugar       |
| Serie B             | 23       | 15      | 6         | 2        | 73.92% | Subcampeón       |
| Serie A             | 50       | 14      | 17        | 19       | 39.33% | 11.º lugar       |
| Copa Italia Serie C | 4        | 1       | 1         | 2        | 33.33% | Octavos de final |
| Copa Italia         | 9        | 4       | 2         | 3        | 51.85% | Octavos de final |
| Total               | 161      | 65      | 47        | 49       | 50.1%  | Sin Títulos      |

## Palmarés

### Como jugador

#### Campeonatos nacionales
| Título             | Club                 | País  | Año  |
| ------------------ | -------------------- | ----- | ---- |
| Superliga de China | Guangzhou Evergrande | China | 2014 |

#### Campeonatos internacionales
| Título                 | Club                         | Sede     | Año  |
| ---------------------- | ---------------------------- | -------- | ---- |
| Eurocopa Sub-21        | Selección de Italia sub-21   | Alemania | 2004 |
| Juegos Olímpicos       | Selección olímpica de Italia | Atenas   | 2004 |
| Copa Mundial de Fútbol | Selección de Italia          | Alemania | 2006 |
| Liga de Campeones      | A. C. Milan                  | Atenas   | 2007 |
| Supercopa de Europa    | A. C. Milan                  | Mónaco   | 2007 |
| Copa Mundial de Clubes | A. C. Milan                  | Yokohama | 2007 |

#### Distinciones individuales
| Distinción                                                     | Año  |
| -------------------------------------------------------------- | ---- |
| Oscar del Calcio al Futbolista Joven del Año en la Serie A.    | 2004 |
| Oscar del Calcio al Futbolista Italiano del Año en la Serie A. | 2005 |
| Oscar del Calcio al Futbolista del Año en la Serie A.          | 2005 |

## Condecoraciones
| Distinción                                                | Año  |
| --------------------------------------------------------- | ---- |
| Caballero de la Orden al Mérito de la República Italiana. | 2004 |
| Collar de Oro al Mérito Deportivo.                        | 2006 |
| Oficial de la Orden al Mérito de la República Italiana.   | 2006 |